# Буковно (Сілезьке воєводство)
Буковно (пол. Bukowno) — село в Польщі, у гміні Ольштин Ченстоховського повіту Сілезького воєводства.
Населення — 322 особи (2011).
У 1975-1998 роках село належало до Ченстоховського воєводства.

## Демографія
Демографічна структура станом на 31 березня 2011 року:
|          | Загалом | Допрацездатний вік | Працездатний вік | Постпрацездатний вік |
| -------- | ------- | ------------------ | ---------------- | -------------------- |
| Чоловіки | 151     | 31                 | 102              | 18                   |
| Жінки    | 171     | 46                 | 88               | 37                   |
| Разом    | 322     | 77                 | 190              | 55                   |